# San Francisco Cahuacuá
San Francisco Cahuacuá är en kommun i Mexiko.   Den ligger i delstaten Oaxaca, i den sydöstra delen av landet, 300 km sydost om huvudstaden Mexico City.
Följande samhällen finns i San Francisco Cahuacuá:
- San Isidro el Potrero
- Unión y Progreso
- Loma Tigre
- Morelos